# Neuf Sœurs
La logia Neuf Sœurs (Nueve Hermanas) es una logia masónica del Gran Oriente de Francia fundada en 1776 por el astrónomo Jérôme de Lalande. La logia hubo una influencia particular en la organización del apoyo francés a la Revolución estadounidense. Es igualmente conocida por haber albergado en su seno a los hombres famosos tal como Voltaire y Benjamin Franklin, el cual fue elegido venerable gran maestro.

## Generalidades
La logia estuvo fundada en 1776 por Jérôme de Lalande, con el apoyo de Señora Helvétius. Su nombre está retomado de una "Société des neuf sœurs" (Sociedad de las nueve hermanas) que fue activo al seno de la Academia real de las ciencias de París desde 1769, como sociedad de caridad "inspirada por las Musas". Las nueve hermanas son las hijas de Mnemósine, musa de la memoria.
Durante la Revolución francesa, la Academia real de las ciencias estuvo reorganizada y "depurada" de la influencia de la nobleza. Dos miembros de la logia, Antoine Laurent de Jussieu y Gilbert Romme, en colaboración con Henri Grégoire, participaron en la organización de una "Société libre des Sciences" (Sociedad libre de las Ciencias), Bellas Letras y Artes para financiar lo que estaba resultado el Instituto de Francia y preservar la influencia de la logia Neuf Sœurs.
Al principio de la Revolución, las Neuf Sœurs resultaron Sociedad nacional y subsistió hasta1792. Ella se reconstituía en 1805 y prosiguió sus trabajos hasta en 1848, con una interrupción entre 1829 y 1836, pero no llegó nunca a encontrar el resplandor de su primera década.
Los "venerables" sucesivos de la primera década estuvieron: Benjamin Franklin (1779-1781), Adrien-Nicolas La Salle (1781-1783), Nicolas-Christiern de Thy de Milly (1783-1784), Charles-Marguerite-Jean-Baptiste Mercier Dupaty (1784), Jean-Baptiste-Jacques Élie de Beaumont (1784-1785), Emmanuel de Pastoret (1788-1789).

## Los Americanos

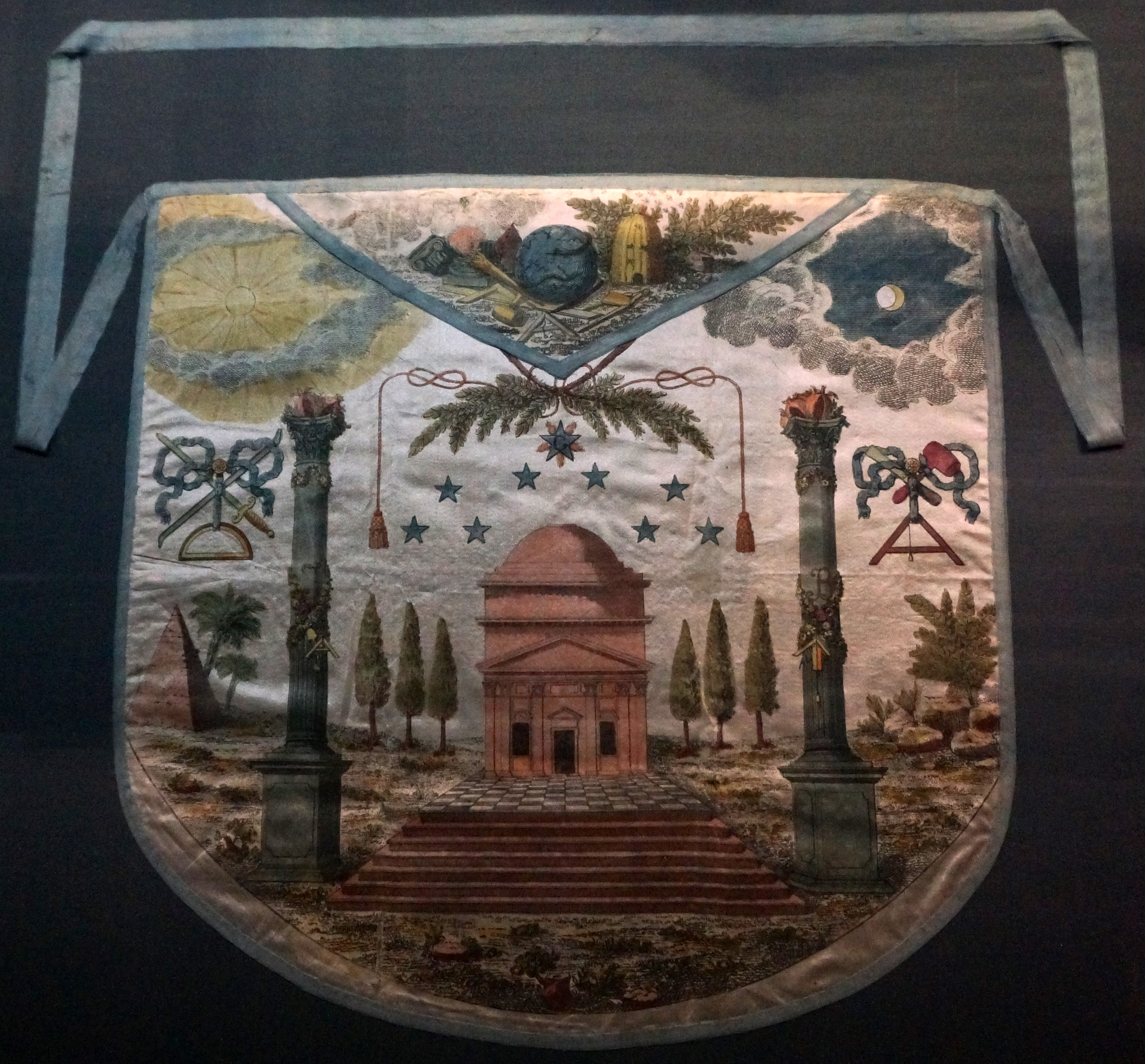
Mandil de Voltaire

En 1778, en el año donde Voltaire resultó miembro honorario de la Neuf Sœurs, Benjamin Franklin y John Paul Jones fueron admitido igualmente. Benjamin Franklin estuvo electo venerable maestro de la logia en 1779, después reelecto en 1780. Cuando, después de un largo trabajo de influencia en Europa, volvió en América para participar en la redacción de la Constitución, su puesto de emisario de Estados Unidos estuvo tomado por Thomas Jefferson, el autor de la declaración de independencia de Estados Unidos, en compañía de su amigo John Adams. En lo sucesivo Franklin volvió con Thomas Paine.
Jean-Antoine Houdon, miembro de la Neuf Sœurs, añadió el buste de Jefferson a la larga lista de sus esculturas, que comprendía ya aquella de Franklin y del marqués de La Fayette. Jefferson persuadió Houdon de realizar la estatua de George Washington, para la cual hizo el viaje en América en 1785.
Mientras que Jefferson residía en París, a la Casa de las Feuillants, su vecino era Jean-François Marmontel, secretario perpetuo de la Academia de las ciencias, también miembro de la logia. A esta misma época, John Adams, el amigo de Jefferson era el vecino, a Auteuil, de la viuda de Helvétius, que mantenía el salón llamado el "círculo de Auteuil". La correspondencia de Thomas Jefferson con Jean-Nicolas Démeunier, otro miembro de la logia, es particularmente interesante en el estudio de la propagación en Europa de las ideas favorecedoras a la Revolución estadounidense.

## El círculo de Auteuil
El círculo de Auteuil era el nombre del salón mantenido por la Sra Helvétius, Anne Catherine de Ligniville de Autricourt (1719-1800), en el cual debatieron la mayoría de los más famosos pensadores de las Luces. Además de sus invitados estadounidenses, recibió los filósofos como Dalembert, Diderot, Fontenelle, el Barón de Holbach, Beccaria, Destutt de Tracy, el Abad Raynal, el Abad Morellet, Condillac, los ministros liberales como Turgot, después ciertos actores de la Revolución como el Abad Sieyès, Volney, el Abad de Talleyrand, Garat, Nicolas Bergasse, Junius Frey, Mirabeau, Condorcet, Manon Roland y su marido Roland de la Platière, Chamfort, Roucher y Cabanis que consideró como su hijo y que quedó a Auteuil después de su óbito, en 1800, para mantener que vive el espíritu del círculo.
Los miembros del círculo no eran sin embargo no todos miembros de la logia Neuf Sœurs. En particular, no ha sido nunca demostrado que Condorcet haya sido miembro de la logia.

## Los ideologos
La Neuf Sœurs y el círculo de Auteuil perdieron mucho de sus miembros bajo el Terror. Entre los que sobrevivieron, Destutt de Tracy estuvo liberado casi en las andaduras de la guillotina.
Dominique Joseph Garat, Volney, Georges Cabanis, Pierre-Louis Ginguené y Destutt de Tracy animaron el curso de ciencias políticas y morales al Instituto.
Pierre-Louis Ginguené fundó el periódico la Década filosófica. Destutt de Tracy forjó la palabra "ideología" para designar su filosofía.
Napoleón Bonaparte, que no apreciaba la independencia intelectual de los ideologos, hizo cerrar en 1803 el curso de ciencias morales y políticas. "Es una guerra abierta declarada a nuestra ciencia muy querida", escribió Cabanis a Maine de Biran. Napoleón reconoció más tarde la mano del círculo de Auteuil en la oposición de Maine de Biran a su política en 1813.

## Miembros
Personalidades miembros de la logia:
- Joseph Jérôme Lefrançois de Lalande
- Louis-Sébastien Mercier
- Voltaire
- Benjamin Franklin
- Jean-François Marmontel
- Jacques Rangeard
- Jean-Baptiste Greuze
- Antoine Court de Gébelin
- Niccolò Vito Piccinni
- Nicolas Bricaire de la Dixmerie
- Joseph Ignace Guillotin
- Sébastien-Roch Nicolas de Chamfort
- Jean-Michel Moreau, dit Moreau le Jeune
- Jean-Antoine Houdon
- Antoine-Alexis Cadet de Vaux
- Jacques Montgolfier
- Chevalier de Saint-Georges
- l'Abbé Roze
- John Paul Jones
- Pierre-Louis Guinguené
- l'Abbé Sieyès
- Antoine Mailly de Chateaurenaud
- Dominique Joseph Garat
- Nicolas François de Neufchâteau
- l'Abbé Grégoire[5]
- Jean-Nicolas Démeunier
- Nicolas Dalayrac
- Emmanuel de Pastoret
- Bernard Germain de Lacépède
- Pierre Jean Georges Cabanis
- Louis de Fontanes
- Claude-Joseph Vernet
- Jérôme-Pélagie Masson de Meslay
- Louis-Félix Guynement de Kéralio
- François Lay
- Jean-Antoine Roucher
- Médéric Louis Élie Moreau de Saint-Méry